# 同民镇
同民镇，是中华人民共和国贵州省遵义市习水县下辖的一个乡镇级行政单位。

## 行政区划
同民镇下辖以下地区：
长虹社区、茶垭村、长安村、蔺江村、同民村、胜利村、红旗村和兴隆村。